# اوزون‌اوبه (میاندوآب)
اوزون‌اوبه (چهاربرج)، روستایی از توابع بخش مرکزیشهرستان چهاربرج  در استان آذربایجان غربی ایران است.

## جمعیت
این روستا در دهستان مرحمت‌آباد شمالی قرار دارد و براساس سرشماری مرکز آمار ایران در سال ۱۳۸۵، جمعیت آن ۷۸۸ نفر (۱۷۳خانوار) بوده‌است.